# 신은 위대하지 않다

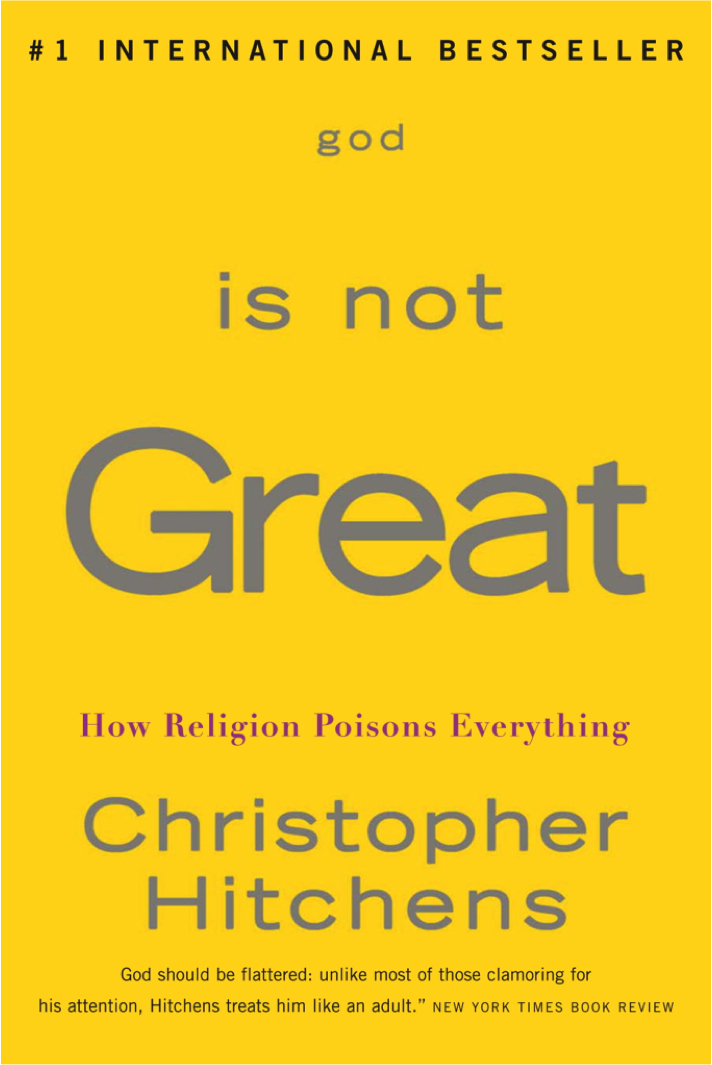

신은 위대하지 않다(God Is Not Great)는 미국의 언론인 크리스토퍼 히친스가 쓴 책이다.